# Leia
Leia ist ein weiblicher Vorname.

## Herkunft und Bedeutung
Beim Namen Leia, altgriechisch Λεία Leía, handelt es sich um die altgriechische und portugiesische Variante des hebräischen Namens לֵאָה lēʾâ.
Darüber hinaus stellt der Name eine kontrahierte Form des estnischen Namens Leida dar, dessen Bedeutung unbekannt ist.

## Verbreitung
Aktuell ist der Name Leia vor allem in Schweden beliebt. Hier zählt der Name seit 2006 zu den 100 meistvergebenen Mädchennamen. Im Jahr 2021 belegte er Rang 42 der Hitliste.
In Brasilien ist der Name nicht besonders verbreitet. Die Popularität des Namens erreichte in den 1970er Jahren ihren Höhepunkt, schaffte es jedoch nicht unter die beliebtesten Mädchennamen.
In den USA stieg der Name in den späten 2000er und frühen 2010er Jahren in den Vornamenscharts auf. Seit 2017 erreichte er viermal eine Platzierung unter den 300 beliebtesten Mädchennamen. Zuletzt stand er auf Rang 298 der Vornamenscharts.
In Deutschland gewann der Name Leia in den vergangenen Jahren an Popularität. Nicht verifizierte Angaben datieren die erste bekannte Eintragung des Namens ins Jahr 1992 (Standesamt Münster). Im Jahr 2008 belegte der Name Rang 471 der Vornamenscharts. Sechs Jahre später erreichte er bereits Rang 322. Im Jahr 2021 lag Leia auf Rang 242 der Histliste.

## Varianten
Im Portugiesischen wird der Name auch Léia geschrieben, im Französischen schreibt man Leïa.
Für weitere Varianten: siehe Lea#Varianten

## Namensträger
- Leia Holtwick (* 2002), Schauspielerin und Model

Fiktive Namensträger
- Leia Organa (Figur aus "Star Wars")